# ナベさんミッちゃんのまねまね天国!
『ナベさんミッちゃんのまねまね天国!』（ナベさんミッちゃんのまねまねてんごく）は、1991年4月16日から同年9月17日までテレビ東京系列局で放送されていたバラエティ番組である。テレビ東京と日企の共同製作。放送時間は毎週火曜 19時00分 - 19時54分（日本標準時）。

## 概要
渡辺正行と清水ミチコが司会を務めていた。タイトルに「まねまね」とあるが、番組中に行われていたものまねは番組後半で清水が行っていた一部分のみであり、前半では若手のお笑い芸人たちによる勝ち抜き企画「お笑いメジャーリーグ」が行われていた。お笑い芸人たちのほか、毎回1人のゲストが出演していた。

## 出演者

### 司会
- 渡辺正行
- 清水ミチコ

### レギュラー
- 井手らっきょ
- きたろう
- ポール牧
- 高田文夫

### お笑いメジャーリーグ挑戦者
- 春一番&神奈月
- 松村邦洋
- せーじ・けーすけ
- だるま食堂
- テンション
- くれない組
- 相馬ひろみ
- オホホ商会
- DAH!
- 雨空トッポ・ライポ
- ダンガンパラダイス
- ピースケくん
- 吹越満（初代チャンピオン）
- 浅草キッド（第二代チャンピオン）
- 電撃ネットワーク（第三代チャンピオン）
- バカルディ（第四代チャンピオン）

## スタッフ
- ナレーション：バッキー木場
- 構成：岩立良作、西条昇、海老かつや、小西正晃
- TD：橋川昌明、見辺信一
- カメラ：前 進
- 音声：阿部次雄
- VE：小森和一
- 照明：山本勉
- 音効：入部朱美（サウンドプロ企画）
- 美術デザイン：監物幸代
- 美術進行：森本士朗
- ロケ技術：耶夢乎
- 協力：STAND UP
- 編集：上野俊彦
- MA：芝公園スタジオ
- TK：毛利弘子
- 制作進行：笠原保志、堤大輔／奥村達哉
- ディレクター：磯田修、狩野英一、氣賀澤宏隆
- 演出：磯田修（日企）
- プロデューサー：川端浩（テレビ東京）、松原寛・佐藤久美子（日企）
- 製作：テレビ東京、日企

## コーナー
お笑いメジャーリーグ
毎回数組の若手芸人たちが参加していた勝ち抜き企画。審査員は5人で、それぞれ挑戦者1組に対して2票を入れることができた。規定点を超えれば勝ち抜けとなり、5週勝ち抜けで挑戦者は賞金100万円を獲得できた。
| テレビ東京系列 火曜19:00枠                                           | テレビ東京系列 火曜19:00枠                                          | テレビ東京系列 火曜19:00枠                                                     |
| 前番組                                                               | 番組名                                                              | 次番組                                                                         |
| -------------------------------------------------------------------- | ------------------------------------------------------------------- | ------------------------------------------------------------------------------ |
| 痛快コミック!今夜もイッキに大回転!! （1991年1月8日 - 1991年3月19日） | ナベさんミッちゃんのまねまね天国! （1991年4月16日 - 1991年9月17日） | 火曜ゴールデンワイド（第3期） （1991年10月1日 - 1999年9月28日） ※19:00 - 20:54 |